# Hudcovce
Hudcovce es un municipio del distrito de Humenné en la región de Prešov, Eslovaquia, con una población estimada a final del año 2024 de 376 habitantes.
Se encuentra ubicado al sureste de la región, cerca de los ríos Cirocha y Laborec (cuenca hidrográfica del río Tisza) y de la frontera con la región de Košice.

## Demografía
| Año        | 1994 | 2004    | 2014    | 2024     |
| ---------- | ---- | ------- | ------- | -------- |
| Población  | 407  | 422     | 418     | 376      |
| Diferencia |      | +3,68 % | −0,94 % | −10,04 % |

| Año        | 2023 | 2024    |
| ---------- | ---- | ------- |
| Población  | 380  | 376     |
| Diferencia |      | −1,05 % |